# Faileube
Faileube (en latin Faileuba) est une reine franque de la fin du VIe siècle. Elle meurt après 596.
Elle épouse le roi d'Austrasie Childebert II dont elle a trois enfants :
- Thibert II (585-612), roi d'Austrasie[2] ;
- Thierry II (587-613), roi de Bourgogne[2] ;
- Teodila ou Thidilane.

Elle meurt empoisonnée en même temps que son mari en 596. Ses deux enfants étant mineurs, la régence est assurée par leur grand-mère la reine Brunehaut.